# Ісаєнко Дмитро Валерійович
Дмитро Валерійович Ісаєнко (нар. 30 серпня 1967, м. Речиця, Гомельська область, Білоруська РСР) — український проросійський політик. Народний депутат IX скл. від забороненої партії ОПЗЖ.
У 2007—2015 роках працював заступником Міністра регіонального розвитку, будівництва та житлово-комунального господарства України. З 2015 року — віце-президент Конфедерації будівельників України.
Причетний до крупного розкрадання майна ЗСУ.

## Життєпис

### Освіта
Закінчив Ленінградське вище військове інженерне будівельне училище (1989) і отримав спеціальність інженер-теплоенергетик.
Кандидат наук з державного управління.
20 червня 2019 року отримав диплом доктора наук в Київському національному університеті будівництва і архітектури, захистив дисертацію за спеціальністю Управління проектами і програмами.

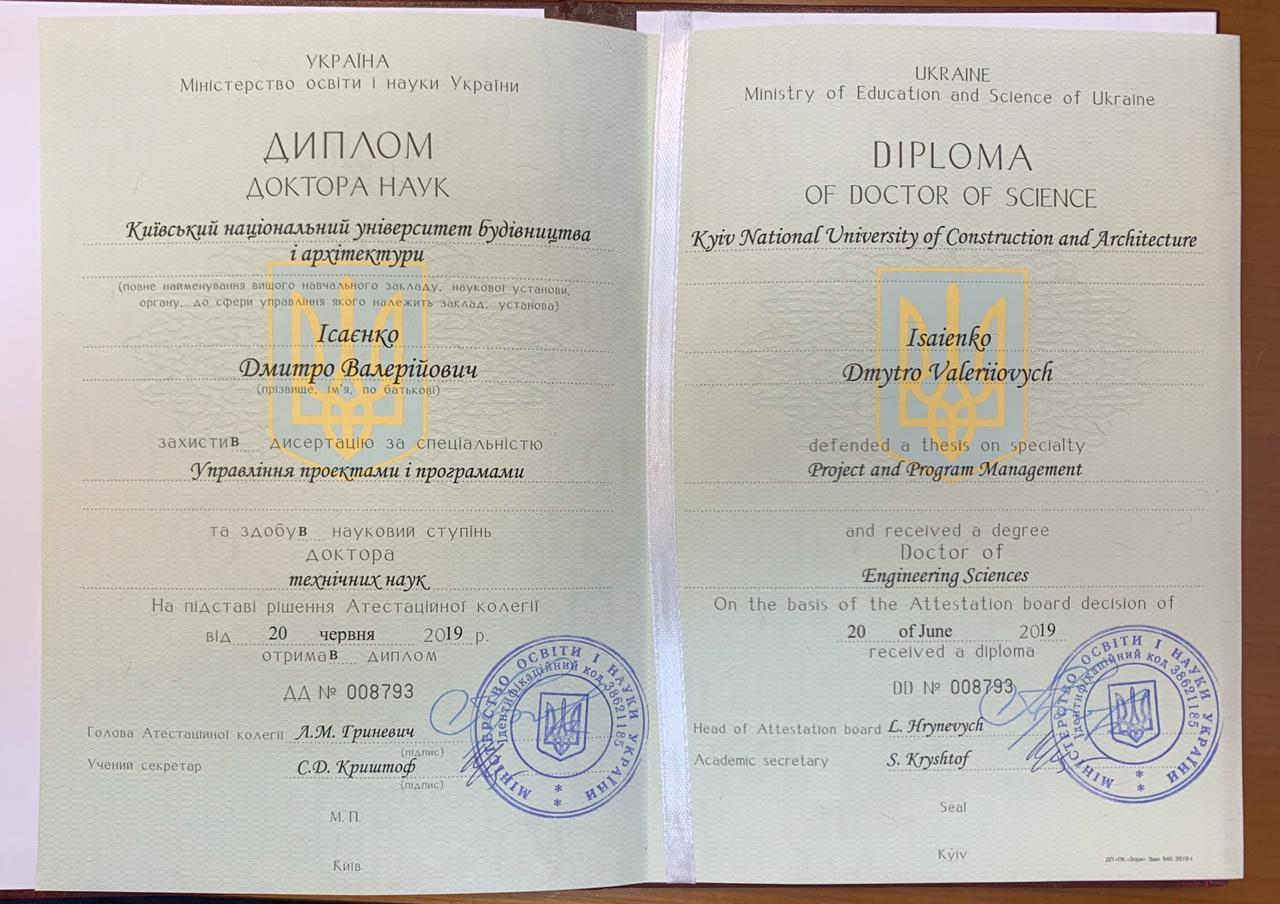
Диплом Ісаєнка

### Професійна діяльність
- 1984–2005 рр. — служба в Збройних силах України.
- 1984–1989 рр. — курсант Ленінградського вищого військового інженерного будівельного училища, Ленінград.
- 1989–1990 рр. — помічник начальника монтажної групи 241 управління спеціалізованих монтажних робіт, Балаклава.
- 1990–1993 рр. — старший помічник начальника монтажної групи 241 управління спеціалізованих монтажних робіт, м. Балаклава.
- 1993–1996 рр. — начальник монтажної групи 241 управління спеціалізованих монтажних робіт, м. Балаклава.
- 1996–1999 рр. — начальник будівельно-монтажної дільниці 22 управління начальника робіт, м. Балаклава.
- 1999–2002 рр. — заступник начальника Центрального спеціалізованого будівельного управління Міністерства оборони України, Київ.
- 2002–2006 рр. — начальник Центрального спеціалізованого будівельного управління Міністерства оборони України, м. Київ.
- 2006–2007 рр. — директор Департаменту будівництва та відчуження фондів Міністерства оборони України, м. Київ.
- 2007–2015 рр. — заступник Міністра регіонального розвитку і будівництва України, м. Київ. Курував будівництво оборонних споруд у Донецькій та Луганській областях.
- 14 січня 2015[2] — був звільнений з посади заступника міністра за незаконне отримання статусу учасника АТО.[3]
- з 2015 — віце-президент Конфедерації будівельників України.

### Політична діяльність
З 29 серпня 2019 — народний депутат України ІХ скликання. Секретар Комітету Верховної Ради з питань організації державної влади, місцевого самоврядування, регіонального розвитку та містобудування.
Після заборони ОПЗЖ у 2022 році перейшов до новоствореної групи "Відновлення України".

## Статки
2013 року Ісаєнко задекларував 20 млн грн невідомого походження.
2019 року задекларував готівки на 151,34 млн грн: 17 млн грн та $5 млн. Вага готівки у стогривневих банкнотах склала 1,5 тонни.

## Розслідування
10 березня 2023 року НАБУ та САП повідомили Ісаєнку, екс-заступнику керівника ВРУ Едуарду Багдасаряну та іншим особам про підозру у спробі заволодіння земельною ділянкою площею 8 га у Києві (ст. 135 ст. 278 КК).

## Скандали
22 липня 2025 року голосував за закон України 12414 який був ухвалений з порушенням Регламенту Верховної Ради України та підпорядкував НАБУ та САП Генеральному прокурору і викликав масові протести.

## Нагороди, почесні звання
- Відзнака Президента України «За бездоганну службу» III ступеня, 1998;
- ювілейна медаль «10 років ЗС України», 2001;
- почесне звання «Заслужений будівельник України», 2009[14];
- нагрудний знак Мінрегіонбуду «Почесний працівник будівництва та архітектури» ІІ ступеня, 2010;
- Почесна грамота Київського міського голови, 2010, нагрудний знак Мінрегіону «Знак пошани», 2013.